# Chaussin
Chaussin est une commune française située dans le département du Jura, dans la région culturelle et historique de Franche-Comté et la région administrative Bourgogne-Franche-Comté.
Ses habitants sont appelés les Chaussinois et Chaussinoises.

## Géographie
Chaussin se situe à la limite de la Bresse jurassienne et de la région doloise.

### Climat
Pour des articles plus généraux, voir Climat de la Bourgogne-Franche-Comté et Climat du département du Jura.
En 2010, le climat de la commune est de type climat océanique dégradé des plaines du Centre et du Nord, selon une étude du Centre national de la recherche scientifique s'appuyant sur une série de données couvrant la période 1971-2000. En 2020, Météo-France publie une typologie des climats de la France métropolitaine dans laquelle la commune est exposée à un climat semi-continental et est dans la région climatique  Bourgogne, vallée de la Saône, caractérisée par un bon ensoleillement (1 900 h/an), un été chaud (18,5 °C), un air sec au printemps et en été et des vents faibles. 
Pour la période 1971-2000, la température annuelle moyenne est de 10,7 °C, avec une amplitude thermique annuelle de 17,5 °C. Le cumul annuel moyen de précipitations est de 945 mm, avec 11,8 jours de précipitations en janvier et 8,2 jours en juillet. Pour la période 1991-2020, la température moyenne annuelle observée sur la station météorologique de Météo-France la plus proche, « Tavaux Sa », sur la commune de Tavaux à 9 km à vol d'oiseau, est de 11,7 °C et le cumul annuel moyen de précipitations est de 868,7 mm. 
La température maximale relevée sur cette station est de 40,1 °C, atteinte le 7 août 2003 ; la température minimale est de −18,2 °C, atteinte le 20 décembre 2009,,. 
Les paramètres climatiques de la commune ont été estimés pour le milieu du siècle (2041-2070) selon différents scénarios d'émission de gaz à effet de serre à partir des nouvelles projections climatiques de référence DRIAS-2020. Ils sont consultables sur un site dédié publié par Météo-France en novembre 2022.

## Urbanisme

### Typologie
Au 1er janvier 2024, Chaussin est catégorisée bourg rural, selon la nouvelle grille communale de densité à sept niveaux définie par l'Insee en 2022.
Elle appartient à l'unité urbaine de Chaussin, une agglomération intra-départementale regroupant deux  communes, dont elle est ville-centre,,. Par ailleurs la commune fait partie de l'aire d'attraction de Dole, dont elle est une commune de la couronne,. Cette aire, qui regroupe 87 communes, est catégorisée dans les aires de 50 000 à moins de 200 000 habitants,.

### Occupation des sols
L'occupation des sols de la commune, telle qu'elle ressort de la base de données européenne d’occupation biophysique des sols Corine Land Cover (CLC), est marquée par l'importance des territoires agricoles (87,9 % en 2018), en diminution par rapport à 1990 (89,9 %). La répartition détaillée en 2018 est la suivante : 
terres arables (63,8 %), zones agricoles hétérogènes (17,9 %), zones urbanisées (9,2 %), prairies (6,2 %), eaux continentales (1,5 %), forêts (1,4 %). L'évolution de l’occupation des sols de la commune et de ses infrastructures peut être observée sur les différentes représentations cartographiques du territoire : la carte de Cassini (XVIIIe siècle), la carte d'état-major (1820-1866) et les cartes ou photos aériennes de l'IGN pour la période actuelle (1950 à aujourd'hui).

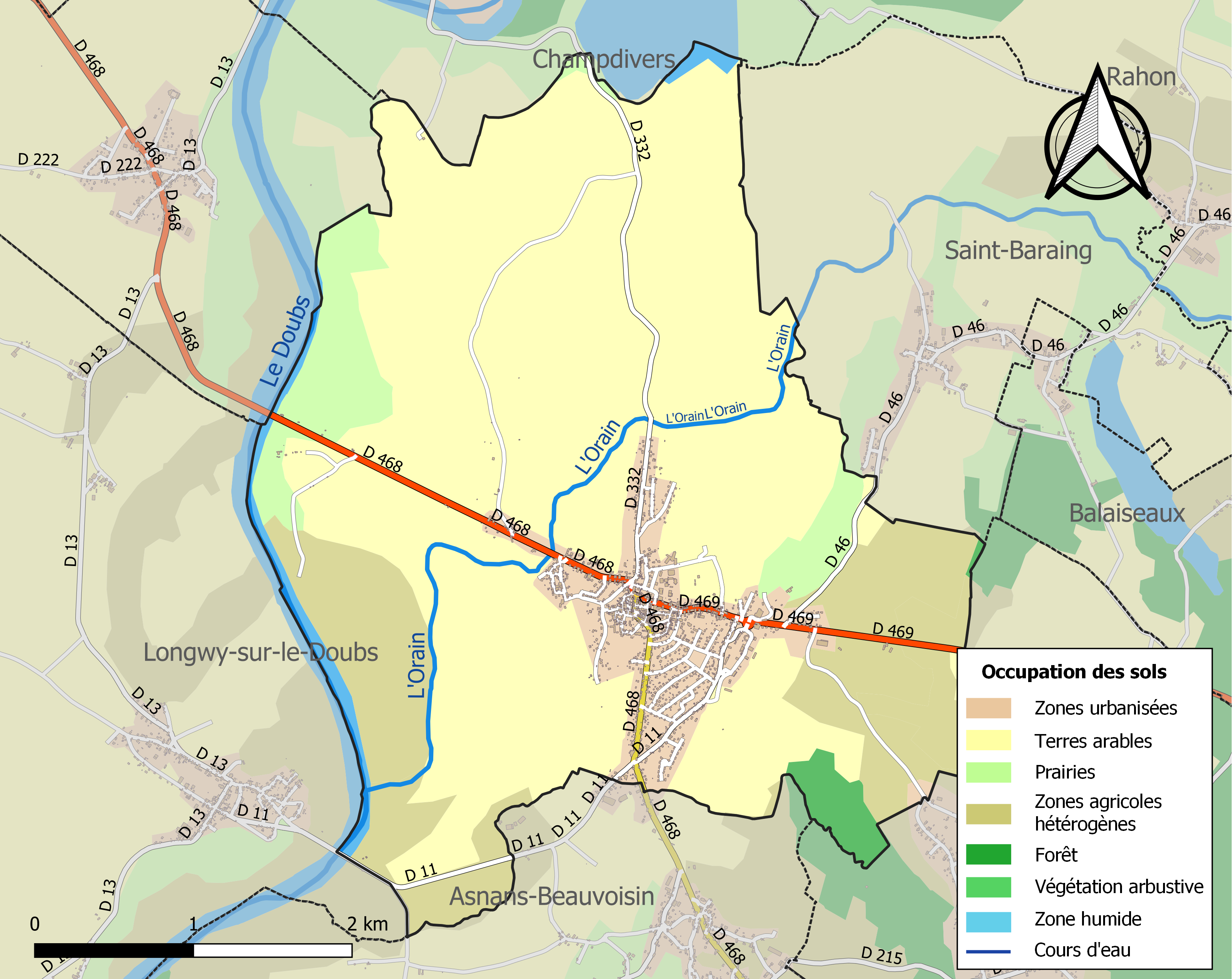
Carte des infrastructures et de l'occupation des sols de la commune en 2018 (CLC).

## Histoire
Chaussin est durant le XIVe siècle au cœur des guerres entre les ducs de Bourgogne et le comte de Montbéliard.

### Chaussin ducomté de Bourgogneauduché de Bourgogne(XIIIe–XIVesiècle)

#### Chaussin auXIIIesiècle
L'immixtion des ducs de Bourgogne dans les affaires du Comté touche Chaussin de près. La situation tampon de cette seigneurie, entre le duché et la Comté, la place au centre des ambitions des seigneurs comtois et des ducs. En 1222, Simon II de Chaussin (les sires de Chaussin sont apparentés aux Neublans et aux Longwy) prête hommage au duc de Bourgogne pour la forteresse de Tavaux. L'acquisition de Salins-les-Bains par les ducs de Bourgogne en 1227 donne à Chaussin un rôle nouveau. Chaussin se trouve alors sur la route traversant le Jura, allant de Salins au col de Jougne jalonnée de péages fréquentés par les marchands italiens.
Selon Jean Richard, Chaussin figure parmi les forteresses choisies par le duc pour contrôler la route allant de Salins à la nouvelle forteresse de Saint-Jean-de-Losne. En 1233, Simon II de Chaussin prête une nouvelle fois hommage au duc. On peut supposer que cette fidélité, le duc se l'assure pour que la route reliant Saint-Jean-de-Losne soit sous le contrôle de l'un de ses vassaux. Cependant, en 1237, le duc Hugues IV abandonne Salins à Jean Ier de Chalon l'Antique ou le Sage, préférant adjoindre au duché les comtés de Chalon et d'Auxonne. Chaussin reste « arrière-fiefs ducal », le sire de Chaussin prête hommage aussi bien au duc qu'à la maison des Chalon. En 1267, c'est à Jean de Chalon que Simonin de Chaussin prête hommage. Ces multiples hommages témoignent bien de la lutte d'influence dans laquelle se trouve Chaussin. Lorsqu'en 1260, le seigneur de Chaussin y accorde une charte de franchise, il semble bien qu'elle s'inspire de celles cédées par Jean de Chalon. La seigneurie semble plus encline à regarder du côté du comté, la puissance ducale le pousse peu à peu dans son giron.
Chaussin reste en bordure d'une plaine entre Saône et Doubs qui passe sous domination ducale. Cependant en tant qu'arrière-fief ducal, la ville n'est pas encore intégrée au duché.

#### Chaussin dans la "guerre deJean de Chalon"
Dès la fin du XIIIe siècle, les seigneurs comtois, non-content de l'immixtion de plus en plus forte des ducs de Bourgogne dans les affaires du Comté de Bourgogne, s'organisent. En 1336, après leur réunion à Besançon, leurs prises d'armes se matérialisant par la mise à sac de Salins, Eudes IV de Bourgogne (petit-fils d'Hugues IV ci-dessus) réagit en réunissant son armée à Dole, près de 9000 hommes, impliqués dans des batailles qui s'étendent de la Saône jusqu'aux premiers contreforts du Jura. Chaussin est le théâtre de l'une de ces batailles.
Henri de Montfaucon, comte de Montbéliard, † 1367, est alors seigneur de Chaussin qu'il reçut en 1330 de sa mère Mahaut, dame de La Marche et de Chaussin, et en tant que fils de Gauthier de Montfaucon. L'armée du duc établit le siège de la forteresse de Chaussin, appartenant « par moitié aux Montfaucon et aux Chalon ». La place est « vigoureusement tenue ». Après 6 semaines de siège, la forteresse « est emportée ou plutôt livrée par le traitre Juliote ». Girard de Thoire est nommé gouverneur de la forteresse de Chaussin et 200 sergents des bannières ducales de Poligny et de Grozon la surveillent sous les ordres des prévôts de Poligny et Grozon. Après le regroupement de l'armée ducale devant Besançon, la « confédération » des seigneurs comtois demande la paix.
La médiation de Philippe VI de France par son arrêt donné le 13 juin 1337 à Vincennes divise les habitants de Chaussin entre ceux du duc de Bourgogne et ceux de Henri de Montfaucon. « Chaussin la chastellenie de Chaussin la ville de Tichey avec toutes ses appartenances et les fiefs arrerefiez touz estans et appartenant aus dites chastellenie et ville de Tichey seront au dit duc. Cest assavoir touz ceux qui li ont fait foi, service; fiance, obeissance ou hommage ou a ses gens comme a seigneurs de Chaussin, iusques au jour de l'apparition nostre seigneur darrenierment passe qui fu lan 1336 demouront et appartiendront au dit duc Et les autres feaulx qui nont fait les choses dessus dites ou aucune dicelles demouront au seigneur de Monfaucon ». Henri de Montbéliard et Jean de Chalon sont emprisonnés au Louvre pendant un mois et sont tenus de servir la France « en nos guerres, là où il nous plaira, especialement contre le roy d'Angleterre ». Par cet arrêt, les hommes de Chaussin dépendent de deux seigneuries, ceux voulant se soumettre au duc de Bourgogne deviennent hommes du duc et ceux souhaitant ayant combattu contre le duc restent hommes de Henri de Montfaucon.
L'arbitrage du roi de France, ménageant les deux parties, établit une sorte de consensus. Il divise la seigneurie en deux, épargnant les deux parties et les hommes de Chaussin.

#### Chaussin et lesGrandes compagnies
Chaussin est menacé, une lettre du 3 juillet 1360 est envoyée par le duc pour prévenir ses habitants « pour nouvelles des ennemis qui estoient venus à Vesoul ». En 1361, les routiers sont à Auxonne. En juin, Saint-Jean-de-Losne est occupé par des compagnies qui mettent le feu à plusieurs maisons et est visité une nouvelle fois en 1363. La région de Lons-le-Saunier est également ravagée. À la fin de l'année 1363, Pesmes et Saint-Aubin sont pris par les routiers. En 1365, les grandes compagnies menacent encore Dole et ses environs. En août 1365, le château de Longwy-sur-le-Doubs est pris par les routiers emmenés par leur chef Lamy.
À la fin de l'année 1365, le duc prit la décision de négocier leur départ ou plutôt de payer leur départ. Pour les raccompagner hors de la Bourgogne en bateau par la Saône, on les fait stationner près des ports de Seurre et Verdun-sur-le-Doubs, dans la plaine entre Doubs et Saône. Ceci règle le problème des grandes compagnies aux alentours de Chaussin, bien que des rumeurs de leurs passages circulent encore dans les années 1370. Le compte de la châtellenie de 1373-1374 fait état d’une certaine anxiété, le châtelain envoyant auprès du conseil l’un de ses fidèles « pour savoir nouvelles de certain gens darmes que len disoit qui estoient entre Chalon et Beaune ». L’année suivante en 1374-1375, on se renseigne de nouveaux pour savoir « nouvelles des bretons que len disoit qui estoient devant Verdun ». Ainsi, la menace est encore présente et peut déranger les relations commerciales.

#### Henri de Montfauconet la prise de Chaussin
Le 22 juillet 1363, « Henri de Montfaucon, comte de Montbéliard, à la tête de divers seigneurs du comté, s'empare de la place forte de Chaussin ». Pas encore institué gardien du Comté de Bourgogne par la comtesse Marguerite, il reprend Chaussin aux routiers comme officier du Comté et non comme un rebelle au duc. Le 7 février 1364, « le bailli de Dijon écrit au nouveau duc de Bourgogne (1363) de la Maison de Valois, petit-fils du roi Philippe VI et arrière-arrière-petit-fils du duc Hugues IV ci-dessus, Philippe le Hardi (1432-1404), que les ennemis d'outre-Saône sont repris à Saint Aubin », ce sont les barons du comté qui sont à la manœuvre, sans doute Henri de Montfaucon.
Après sa nomination au titre de gardien de la Comté, le comte de Montbéliard se retrouve à la tête des « confédérés », c'est-à-dire des seigneurs du Comté. Alertée des agissements des seigneurs comtois, la comtesse (1361-1382) Marguerite Ire de Bourgogne, fait des demandes de paix à Charles V de France, frère aîné de Philippe le Hardi, qui aboutissent, le 25 juillet 1364, à une convention : « Le roi reconnaît à Marguerite la moitié de la terre de Chaussin, l'autre moitié devant rester encore en litige jusqu'après l'accord définitif qui serait réglé en novembre ». La reprise des combats par Jean de Neufchatel et son arrestation à Pontailler-sur-Saône, est suivie par la prise de Chaussin par Henri de Montfaucon en juin 1365. Philippe le Hardi dans une lettre pour le bailli de Chalon-sur-Saône signale la présence des « ennemis d'oultre Soosne », « qu'ils sont bien 60 à 80 glaives passé à 4 jours environ de Chaussin ».
Selon l'expression d'Ernest Petit, « la trahison livra Chaussin » au Comte de Montbéliard. Il relate les événements de cette manière : « cette place [Chaussin] tenue par les gens du Comte de Montbéliard résiste longtemps au duc. Celui-ci finit par envoyer son émissaire, Guillemin de Saircey pour traiter à prix d'argent de la reddition de la ville. Les défenseurs acceptent l'argent, mais courent aussitôt sus à Saircey et à ses hommes dont ils tuent un grand nombre. Finalement, la place est reprise par le duc ». En juillet, accablé par la présence des grandes compagnies, le Comte de Montbéliard signe des conventions préliminaires. En décembre 1365, un accord définitif entre Jacques de Vienne, le sire de Sombernon, gouverneur de Bourgogne et le comte de Montbéliard, confirme que ce dernier conserve la moitié de Chaussin et l'autre moitié va à la comtesse Marguerite.
Pour Jean Rauzier, le châtellenie de Chaussin devient une coseigneurie à trois, pour moitié à Henri de Montbéliard, l'autre moitié partagée entre Philippe le Hardi et Marguerite de France. Ces incohérences entre auteurs montrent que Chaussin est la pomme de discorde entre les différents pouvoirs. Pour régler le conflit dans l'urgence, Chaussin est divisé entre les principaux acteurs du conflit.

#### Passage de Chaussin du comté au duché
Bien que cet accord aplanisse les relations entre le Comte de Montbéliard et le duché, il ne règle pas définitivement le sort de Chaussin. Henri de Montbéliard cède Chaussin à Marguerite en échange de Clerval et d'autres terres. Ceci est confirmé par une lettre du 12 juillet 1366 de Jehans sire de Montmartin, chevalier, bailli d'aval en comté de Bourgogne écrivant à Thiebaut sire de Rye et Eudes de Quingey, tous deux chevaliers et conseillers de madame la comtesse Marguerite Ire de Bourgogne. Il rapporte que « par certain acort et traitiez fait entre notre tres reboubtee dame la Comtesse de Flandre d'artois et de Bourgogne et monseigneur de Montbeliard, lidiz messire de Montbeliard doye délivrer le chastel ville et appartenance de Chaussin en la main de madite dame pour en faire sa bonne volonte ». Ainsi, Chaussin passe aux mains de la comtesse Marguerite. Elle demande que soient installés « nombre de gentilz hommes et de sergens [...] sur la garde et sehurtey » de Chaussin. Parmi eux sont nommés « le grant Jehan des Champs de Dole, Villemin Guydo de Dole, Jehan Graissaz, Guillaume, son frere et autres ». Vuillemin Guido est désigné dans les comptes de châtellenie de l'année 1369 comme l'ancien châtelain du lieu, sans doute l'a-t-il été après 1366.
De septembre à novembre 1366, plusieurs entrevues ont lieu à Jully-le-Chastel entre le duc et la comtesse pour « procéder à la prise de possession de Chaussin ». Un échange aurait eu lieu à ce moment entre le duc et la comtesse qui livre Chaussin au duché. « Huguenin de Thoraise et le Borgne de Saint-Hilaire furent chargés de garder et de défendre la place au nom de Philippe le Hardi, avec quatre gentilshommes, huit sergents et un nombre suffisant de gens d'armes, tous natifs et originaires du duché ».
Chaussin est échangé au roi de France par Marguerite Ire contre le château d'Arcis-sur-Aube. Après, en suivant André Robert, nous pouvons considérer que le roi de France (1364-1380) laisse directement Chaussin à la gestion de son frère cadet le duc de Bourgogne Philippe le Hardi.
Voulant imposer son autorité sur Chaussin qu'il possède dorénavant de plein droit, le duc punit les traîtres qui se sont manifestés contre sa présence à Chaussin depuis 1337. Perrenin Geliote que l'on peut identifier au Juliotte de 1337 est exécuté. Geoffroi de Chailli, capitaine de Chaussin, accusé d'avoir laissé prendre la place, est invité par le roi de France à venir s'expliquer en janvier 1368, les autres Humbert du Lavorot, Regnaut de Champdivers, Hugues de Vercel, le Kathelenat et Vichoux ont leurs terres confisquées.
Chaussin devient une terre gérée directement par le duché de Bourgogne.

#### Chaussin en tant quechâtelleniedu duché de Bourgogne
Il n'est pas aisé de savoir quand Chaussin est organisé comme châtellenie. Le cadre administratif de la châtellenie n'apparait que tardivement que ce soit en duché ou en comté. Elle et son châtelain deviennent la division administrative et l'officier par excellence du domaine ducal à partir du début du XIVe siècle. Alors que les terres sises entre Chaussin et la Saône entrent petit à petit dans le domaine du duc au début du XIVe, et se dotent de châtelain comme à Authumes en 1308, Chaussin reste terre de la maison de Montbéliard, ce n'est qu'en 1337 que le duché met un pied à Chaussin. Claude Courtépée fait mention en 1354 d'un châtelain à Chaussin du nom de Guillaume de Blaisy. En 1354, 1355, 1356, le duc de Bourgogne possède un grenetier à Chaussin. La présence de ces administrateurs ducaux est la preuve que la ville est sous domination ducale et organisée en châtellenie. Il semble bien qu'une administration châtelaine existe à partir du moment où le duc de Bourgogne prend pied à Chaussin en 1337. En 1369, lorsque la paix revient, Philippe le Hardi réorganise Chaussin en tant que châtellenie du duché de Bourgogne.

### Guerre Dix ans
Le 3 mars 1637, la cité est attaquée et conquise par les comtois du capitaine de Grammont.

### Epoque récente
Chaussin était sur la Ligne de Chaugey à Lons-le-Saunier qui fut progressivement démantelée au cours du 20e siècle.

## Héraldique
|  | Les armes de la commune se blasonnent ainsi : De sable à la bande d'argent accompagnée en chef d'un croissant du même. |

## Politique et administration
| Période      | Période   | Identité       | Étiquette   | Qualité |
| ------------ | --------- | -------------- | ----------- | ------- |
| janvier 1978 | mars 2001 | Rémy Gaillot   |             |         |
| mars 2001    | mai 2008  | Alain Janet    |             |         |
| mai 2008     | mars 2014 | Danièle Ponsot |             |         |
| mars 2014    | En cours  | Chantal Torck  | UMP puis LR |         |

## Démographie
L'évolution du nombre d'habitants est connue à travers les recensements de la population effectués dans la commune depuis 1793. Pour les communes de moins de 10 000 habitants, une enquête de recensement portant sur toute la population est réalisée tous les cinq ans, les populations de référence des années intermédiaires étant quant à elles estimées par interpolation ou extrapolation. Pour la commune, le premier recensement exhaustif entrant dans le cadre du nouveau dispositif a été réalisé en 2008.

En 2022, la commune comptait 1 576 habitants, en évolution de −5,46 % par rapport à 2016 (Jura : −0,81 %, France hors Mayotte : +2,11 %).
| 1793  | 1800  | 1806  | 1821  | 1831  | 1836  | 1841  | 1846  | 1851  |
| ----- | ----- | ----- | ----- | ----- | ----- | ----- | ----- | ----- |
| 1 177 | 1 103 | 1 196 | 1 297 | 1 328 | 1 308 | 1 296 | 1 323 | 1 255 |

| 1856  | 1861  | 1866  | 1872  | 1876  | 1881  | 1886  | 1891  | 1896  |
| ----- | ----- | ----- | ----- | ----- | ----- | ----- | ----- | ----- |
| 1 202 | 1 201 | 1 199 | 1 186 | 1 210 | 1 226 | 1 184 | 1 198 | 1 209 |

| 1901  | 1906  | 1911  | 1921  | 1926  | 1931  | 1936  | 1946  | 1954  |
| ----- | ----- | ----- | ----- | ----- | ----- | ----- | ----- | ----- |
| 1 301 | 1 270 | 1 147 | 1 020 | 1 054 | 1 001 | 1 005 | 1 132 | 1 116 |

| 1962  | 1968  | 1975  | 1982  | 1990  | 1999  | 2006  | 2008  | 2013  |
| ----- | ----- | ----- | ----- | ----- | ----- | ----- | ----- | ----- |
| 1 208 | 1 282 | 1 274 | 1 487 | 1 587 | 1 579 | 1 598 | 1 604 | 1 678 |

| 2018  | 2022  | - | - | - | - | - | - | - |
| ----- | ----- | - | - | - | - | - | - | - |
| 1 592 | 1 576 | - | - | - | - | - | - | - |

## Lieux et monuments
- Église Saint-Maurice, d'architecture Renaissance, consacrée en 1700;
- Motte féodale et le château de Chaussin (XVIIIe siècle), inscrits au titre des monuments historiques depuis 2001[56];
- Moulin Taron (XIXe siècle), inscrit au titre des monuments historiques depuis 1997[57].

## Personnalités liées à la commune
- Simone Michel-Lévy, une des 6 femmes Compagnon de la Libération, est née à Chaussin en 1906.
- L'écrivain André Besson vécut à Chaussin, qu'il évoque dans son ouvrage Mon Pays Comtois[58].

## Sources